# Sphaerina linearis
Sphaerina linearis là một loài ruồi trong họ Tachinidae.